# Noord-Korea op de Olympische Spelen

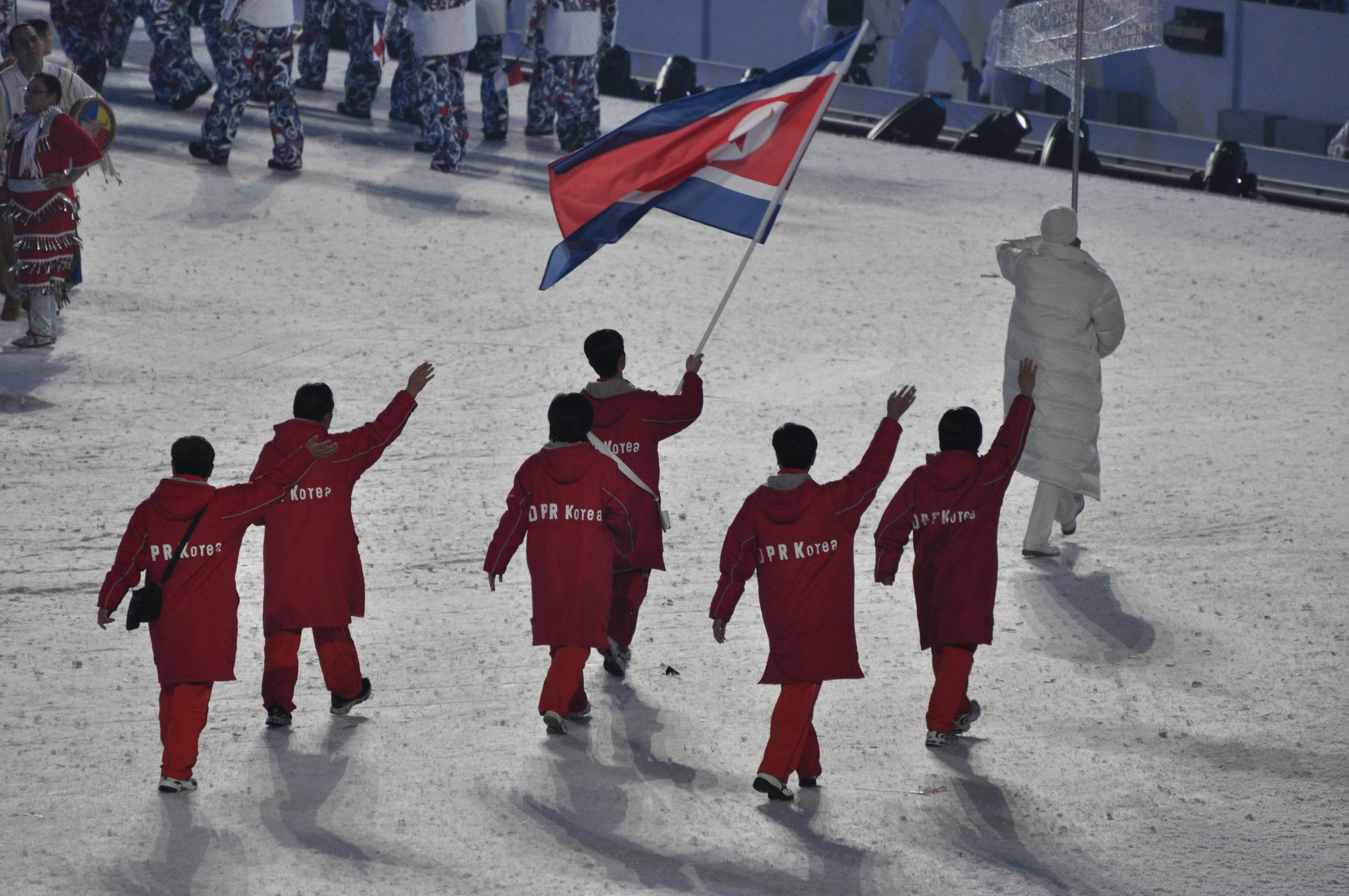
Tijdens de openingsceremonie van 2010

Noord-Korea is een van de landen die deelnemen aan de Olympische Spelen. Noord-Korea debuteerde op de Winterspelen van 1964. Acht jaar later, in 1972, kwam het voor het eerst uit op de Zomerspelen.
In 2016 nam Noord-Korea voor de tiende keer deel aan de Zomerspelen en in 2018 voor de negende keer aan de Winterspelen. In 2018 mocht het land op het laatste moment nog meedoen met de Winterspelen. Bij ijshockey doet het land onder een gemeenschappelijke vlag met Zuid-Korea mee, en bij de openingsceremonie traden beide Korea's ook onder één vlag op. Noord-Korea is een van de 44 landen die zowel op de Zomer- als de Winterspelen een medaille behaalden, 56 (16-16-24) in totaal.
Noord-Korea was beoogd deelnemer aan de Olympische Zomerspelen 2020 in Tokio, Japan. Het land besloot echter op 25 maart 2021 af te zien van deelname om de atleten te willen beschermen tegen de "mondiale gezondheidscrisis veroorzaakt door COVID-19". Sinds de boycot van de Olympische Zomerspelen in Seoel in 1988 is het de eerste keer dat Noord-Korea afwezig was op de Zomerspelen.

## Medailles en deelnames
Direct in het debuutjaar werd ook de eerste medaille veroverd. Han Pil-Hwa veroverde de zilveren medaille op de 3000 meter bij de vrouwen in het schaatsen. Bij hun debuut op de Zomerspelen werden vijf medailles behaald, waaronder de eerste gouden. In de schietsport won Li Ho-jun het onderdeel 50 meter kleinkalibergeweer, liggend (open klasse).

### Overzicht
De tabel geeft een overzicht van de jaren waarin werd deelgenomen, het aantal gewonnen medailles en de eventuele plaats in het medailleklassement.
| Zomerspelen | Zomerspelen | Zomerspelen | Zomerspelen | Zomerspelen | Zomerspelen |        | Winterspelen | Winterspelen | Winterspelen | Winterspelen | Winterspelen | Winterspelen |
| Jaar        | Goud        | Zilver      | Brons       | Totaal      | Rang        | Jaar   | Goud         | Zilver       | Brons        | Totaal       | Rang         |              |
| 1964        | -           | -           | -           | -           | -           | 1964   | 0            | 1            | 0            | 1            | 13           |              |
| 1968        | -           | -           | -           | -           | -           | 1968   | -            | -            | -            | -            | -            |              |
| 1972        | 1           | 1           | 3           | 5           | 22          | 1972   | 0            | 0            | 0            | 0            | -            |              |
| 1976        | 1           | 1           | 0           | 2           | 21          | 1976   | -            | -            | -            | -            | -            |              |
| 1980        | 0           | 3           | 2           | 5           | 26          | 1980   | -            | -            | -            | -            | -            |              |
| 1984        | -           | -           | -           | -           | -           | 1984   | 0            | 0            | 0            | 0            | -            |              |
| 1988        | -           | -           | -           | -           | -           | 1988   | 0            | 0            | 0            | 0            | -            |              |
| 1992        | 4           | 0           | 5           | 9           | 16          | 1992   | 0            | 0            | 1            | 1            | 19           |              |
| 1996        | 2           | 1           | 2           | 5           | 33          | 1994   | -            | -            | -            | -            | -            |              |
| 2000        | 0           | 1           | 3           | 4           | 60          | 1998   | 0            | 0            | 0            | 0            | -            |              |
| 2004        | 0           | 4           | 1           | 5           | 57          | 2002   | -            | -            | -            | -            | -            |              |
| 2008        | 2           | 1           | 3           | 6           | 33          | 2006   | 0            | 0            | 0            | 0            | -            |              |
| 2012        | 4           | 0           | 2           | 6           | 20          | 2010   | 0            | 0            | 0            | 0            | -            |              |
| 2016        | 2           | 3           | 2           | 7           | 34          | 2014   | -            | -            | -            | -            | -            |              |
| 2020        | -           | -           | -           | -           | -           | 2018   | 0            | 0            | 0            | 0            | -            |              |
| 2024        | 0           | 2           | 4           | 6           | 68          | 2022   | -            | -            | -            | -            | -            |              |
| Totaal      | 16          | 17          | 27          | 60          |             | Totaal | 0            | 1            | 1            | 2            |              |              |
| Tot. Z+W    | 16          | 18          | 28          | 62          |             |        |              |              |              |              |              |              |

Afghanistan · Albanië · Algerije · Amerikaans-Samoa · Amerikaanse Maagdeneilanden · Andorra · Angola · Antigua en Barbuda · Argentinië · Armenië · Aruba · Australië · Azerbeidzjan · Bahama's · Bahrein · Bangladesh · Barbados · België · Belize · Benin · Bermuda · Bhutan · Bolivia · Bosnië en Herzegovina · Botswana · Brazilië · Britse Maagdeneilanden · Brunei · Bulgarije · Burkina Faso · Burundi · Cambodja · Canada · Centraal-Afrikaanse Republiek · Chili · China · Chinees Taipei · Colombia · Comoren · Congo-Brazzaville · Congo-Kinshasa · Cookeilanden · Costa Rica · Cuba · Cyprus · Denemarken · Djibouti · Dominica · Dominicaanse Republiek · Duitsland · Ecuador · Egypte · El Salvador · Equatoriaal-Guinea · Eritrea · Estland · Ethiopië · Fiji · Filipijnen · Finland · Frankrijk · Gabon · Gambia · Georgië · Ghana · Grenada · Griekenland · Groot-Brittannië · Guam · Guatemala · Guinee · Guinee-Bissau · Guyana · Haïti · Honduras · Hongarije · Hongkong · Ierland · IJsland · India · Indonesië · Irak · Iran · Israël · Italië · Ivoorkust · Jamaica · Japan · Jemen · Jordanië · Kaaimaneilanden · Kaapverdië · Kameroen · Kazachstan · Kenia · Kirgizië · Kiribati · Koeweit · Kosovo · Kroatië · Laos · Lesotho · Letland · Libanon · Liberia · Libië · Liechtenstein · Litouwen · Luxemburg · Madagaskar · Malawi · Malediven · Maleisië · Mali · Malta · Marokko · Marshalleilanden · Mauritanië · Mauritius · Mexico · Micronesië · Moldavië · Monaco · Mongolië · Montenegro · Mozambique · Myanmar · Namibië · Nauru · Nederland · Nepal · Nicaragua · Nieuw-Zeeland · Niger · Nigeria · Noord-Korea · Noord-Macedonië · Noorwegen · Oeganda · Oekraïne · Oezbekistan · Oman · Oost-Timor · Oostenrijk · Pakistan · Palau · Palestina · Panama · Papoea-Nieuw-Guinea · Paraguay · Peru · Polen · Portugal · Puerto Rico · Qatar · Roemenië · Rusland · Rwanda · Saint Kitts en Nevis · Saint Lucia · Saint Vincent en de Grenadines · Salomonseilanden · Samoa · San Marino · Saoedi-Arabië · Sao Tomé en Principe · Senegal · Servië · Seychellen · Sierra Leone · Singapore · Slovenië · Slowakije · Somalië · Spanje · Sri Lanka · Soedan · Suriname · Swaziland · Syrië · Tadzjikistan · Tanzania · Thailand · Togo · Tonga · Trinidad en Tobago · Tsjaad · Tsjechië · Tunesië · Turkije · Turkmenistan · Tuvalu · Uruguay · Vanuatu · Venezuela · Verenigde Arabische Emiraten · Verenigde Staten · Vietnam · Wit-Rusland · Zambia · Zimbabwe · Zuid-Afrika · Zuid-Korea · Zuid-Soedan · Zweden · Zwitserland
Historische landen: Bohemen · Bondsrepubliek Duitsland · Brits-Indië · Duitse Democratische Republiek · Joegoslavië · Malaya · Nederlandse Antillen · Noord-Borneo · Noord-Jemen · Saarland · Servië en Montenegro · Sovjet-Unie · Tsjecho-Slowakije · West-Indische Federatie · Zuid-Jemen
Bijzondere deelnames: Onafhankelijke olympische atleten · Vluchtelingenteam 
 Australazië · Duits Eenheidsteam · Gemengd team · Gezamenlijk Team